# Łyżwiarstwo figurowe na Zimowych Igrzyskach Olimpijskich Młodzieży 2020
Łyżwiarstwo figurowe na Zimowych Igrzyskach Olimpijskich Młodzieży 2020 – jedna z dyscyplin rozgrywanych podczas zimowej igrzysk olimpijskich młodzieży od 9 do 22 stycznia 2020 w hali CIG de Malley w Lozannie. Zawody odbywały się w pięciu konkurencjach: solistów, solistek, par sportowych, par tanecznych oraz drużynach mieszanych NOC.

## Kwalifikacje
W zawodach mogą wziąć udział zawodnicy urodzeni między 1 stycznia 2003 r. a 31 grudnia 2005 r., zaś w parach sportowych i tanecznych, partnerzy urodzeni między 1 stycznia 2001 a 31 grudnia 2004.
Ogólny limit zawodników w dyscyplinie łyżwiarstwa figurowego wynosi 76 łyżwiarzy ogółem (38 mężczyzn i 38 kobiet). Narodowy komitet olimpijski (NOC) mógł zgłosić do zawodów co najwyżej po dwóch reprezentantów w każdej z konkurencji.
Konkurencja drużyn mieszanych NOC to konkurencja specjalna rozgrywana wyłącznie na zimowych igrzyskach olimpijskich młodzieży w której występują drużyny mieszane złożone z zawodników reprezentujących różne Narodowe komitety olimpijskie. Zawodnicy, którzy wzięli udział w tych zawodach zostali wyłonieni przez losowanie.

## Reprezentacja Polski
Polska, dzięki startom w serii Junior Grand Prix, uzyskała prawo do wystawienia jednej solistki. PZŁF odstąpił jednak od wystawienia reprezentantki, ze względu na opinię Komisji Sportu:

(...) solistki spełniające kryteria powołania do Reprezentacji Polski na Zimowe Igrzyska Olimpijskie Młodzieży 2020 prezentują w obecnym sezonie zbyt niski poziom sportowy, a co za tym idzie ich aktualna dyspozycja nie uzasadnia przyznania prawa startu w ZIOM 2020. Mając na uwadze powyższe, Zarząd PZŁF odstępuje od zgłaszania solistki do Reprezentacji Polski na ZIOM 2020.

## Terminarz
| Data        | Konkurencja          | Konkurencja   | Segment          | Godzina   |
| ----------- | -------------------- | ------------- | ---------------- | --------- |
| 10 stycznia | Zawody indywidualne  | Pary sportowe | Program krótki   | 13:30 CET |
| 10 stycznia | Zawody indywidualne  | Soliści       | Program krótki   | 16:00 CET |
| 11 stycznia | Zawody indywidualne  | Pary taneczne | Taniec rytmiczny | 13:30 CET |
| 11 stycznia | Zawody indywidualne  | Solistki      | Program krótki   | 16:10 CET |
| 12 stycznia | Zawody indywidualne  | Pary sportowe | Program dowolny  | 11:30 CET |
| 12 stycznia | Zawody indywidualne  | Soliści       | Program dowolny  | 14:00 CET |
| 13 stycznia | Zawody indywidualne  | Pary taneczne | Taniec dowolny   | 11:30 CET |
| 13 stycznia | Zawody indywidualne  | Solistki      | Program dowolny  | 14:30 CET |
| 15 stycznia | Zawody drużynowe NOC | Pary taneczne | Taniec dowolny   | 11:30 CET |
| 15 stycznia | Zawody drużynowe NOC | Pary sportowe | Program dowolny  | 13:00 CET |
| 15 stycznia | Zawody drużynowe NOC | Solistki      | Program dowolny  | 14:30 CET |
| 15 stycznia | Zawody drużynowe NOC | Soliści       | Program dowolny  | 16:00 CET |

## Medaliści
| Konkurencja   | Złoto | Srebro | Brąz |
| Soliści       | Yuma Kagiyama                                                                                                 | Andriej Mozalow                                                                                               | Daniił Samsonow |
| Solistki      | You Young | Ksienija Sinicyna                                                                                             | Anna Frołowa |
| Pary sportowe | Apollinarija Panfiłowa / Dmitrij Ryłow                                                                        | Diana Muchamietzianowa / Ilja Mironow                                                                         | Alina Butajewa / Łuka Bieruława                                                                                      |
| Pary taneczne | Irina Chawronina / Dario Cirisano                                                                             | Sofja Tiutiunina / Aleksandr Szusticki                                                                        | Katarina Wolfkostin / Jeffrey Chen                                                                                   |
| Drużynowo NOC | Team Courage Arlet Levandi Ksienija Sinicyna Alina Butajewa / Łuka Bieruława Utana Yoshida / Shingo Nishiyama | Team Focus Yuma Kagiyama Kate Wang Catherine Fleming / Jedidiah Isbell Sofja Tiutiunina / Aleksandr Szusticki | Team Vision Andriej Mozalow Regina Schermann Sofija Nesterowa / Artem Darenskij Natalie D’Alessandro / Bruce Waddell |

## Klasyfikacja medalowa
| Lp.     | Państwo           | złoto | srebro | brąz | Łącznie |
| ------- | ----------------- | ----- | ------ | ---- | ------- |
| 1       | Rosja             | 2     | 4      | 2    | 8       |
| 2       | Japonia           | 1     | 0      | 0    | 1       |
| 2       | Korea Południowa  | 1     | 0      | 0    | 1       |
| 4       | Gruzja            | 0     | 0      | 1    | 1       |
| 4       | Stany Zjednoczone | 0     | 0      | 1    | 1       |
| Łącznie | Łącznie           | 4     | 4      | 4    | 12      |